# Schwandorf
Schwandorf település Németországban, azon belül Bajorországban. Lakosainak száma 30 239 fő (2023. december 31.).

## Népesség
A település népessége az elmúlt években az alábbi módon változott:
| Lakosok száma | 3215 | 13 400 | 22 547 | 26 109 | 27 802 | 28 021 | 28 621 | 28 730 | 29 254 | 30 239 |
|               | 1875 | 1950   | 1975   | 1987   | 2012   | 2014   | 2016   | 2017   | 2021   | 2023   |

## Fekvése
Neunburg vorm Wald-tól nyugatra fekvő település.

## Története
Schwandorf nevét először egy 11. századi oklevél említette. 1240-ben már ismert volt vásárairól is,  1466-ban emelkedett városi rangra.
Régi városfalának néhány szakasza, valamint a 15. századi fúvós-torony (Blasturm), valamint 1400 körül épült plébániatemploma (Pfarrkirche St. Jacob) máig fennmaradt. Újjáépültek a főtér (Marktplatz) régi favázas házai is, és a régi városháza épületében most helytörténeti múzeum ( Heimatmuseum) van. Érdekes ezenkívül a Fromberg-kastély szép parkja is. A Kreuzberg tetején székesegyház méretű búcsújáró templom (Marienmünster) áll, melynek terveit az olasz Giancarlo Spineta készítette.

## Nevezetességek
- Régi városfal maradványai
- Szent Jakab plébániatemplom
- Favázas házak a főtéren
- Helytörténeti múzeum

## Galéria

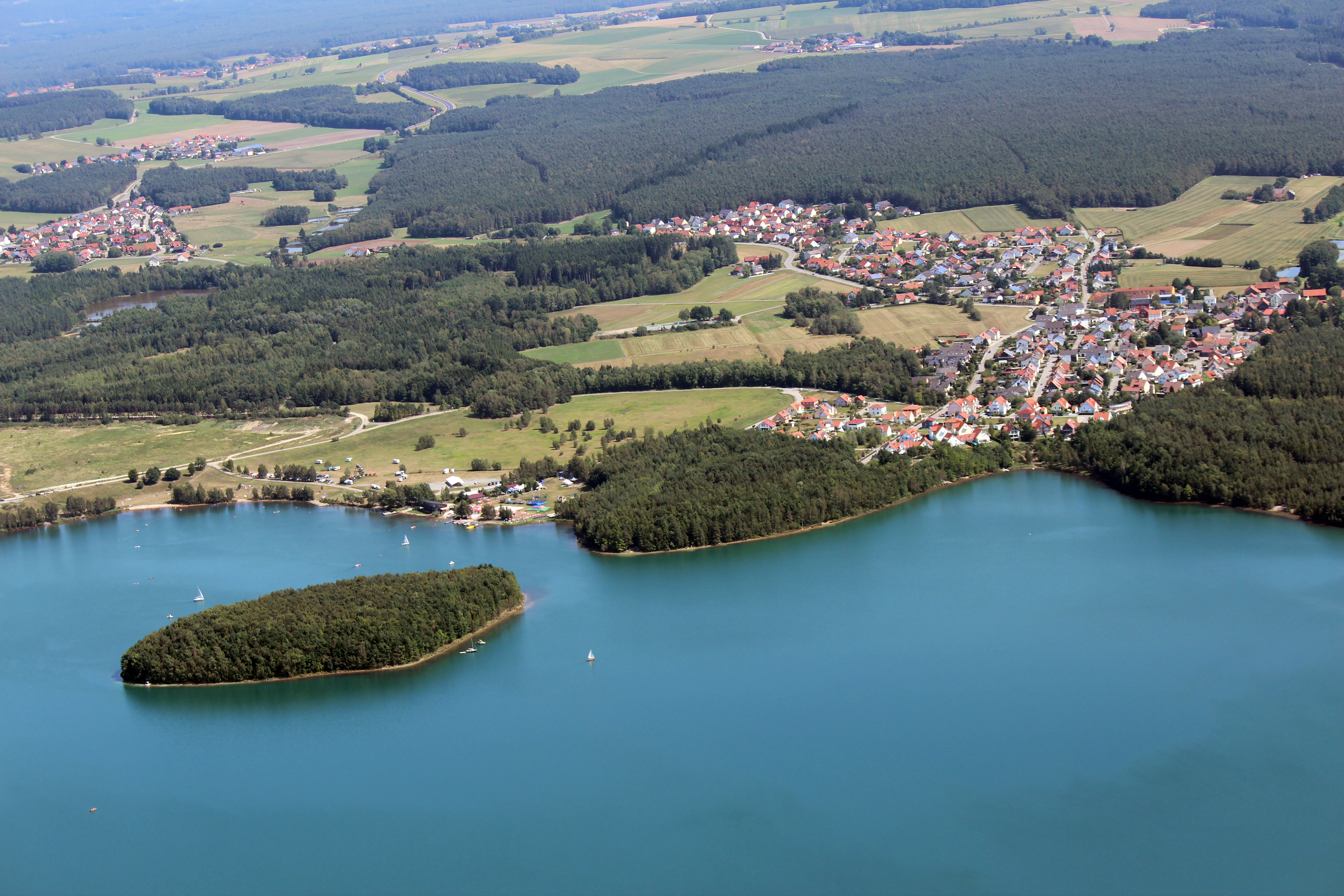
A város és környéke légifelvételen
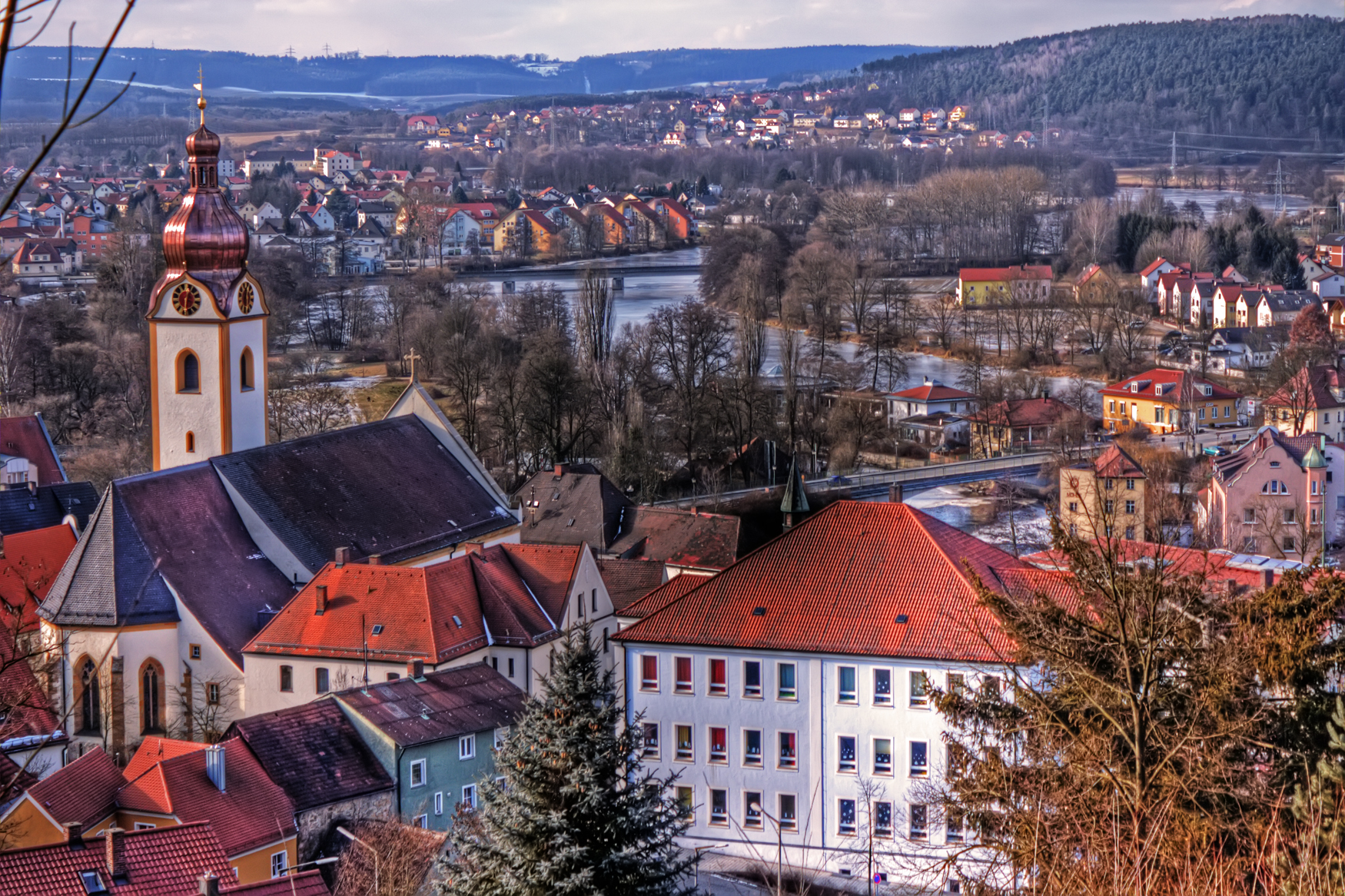
Kilátás a városra, előtérben a Szent Jakab templommal
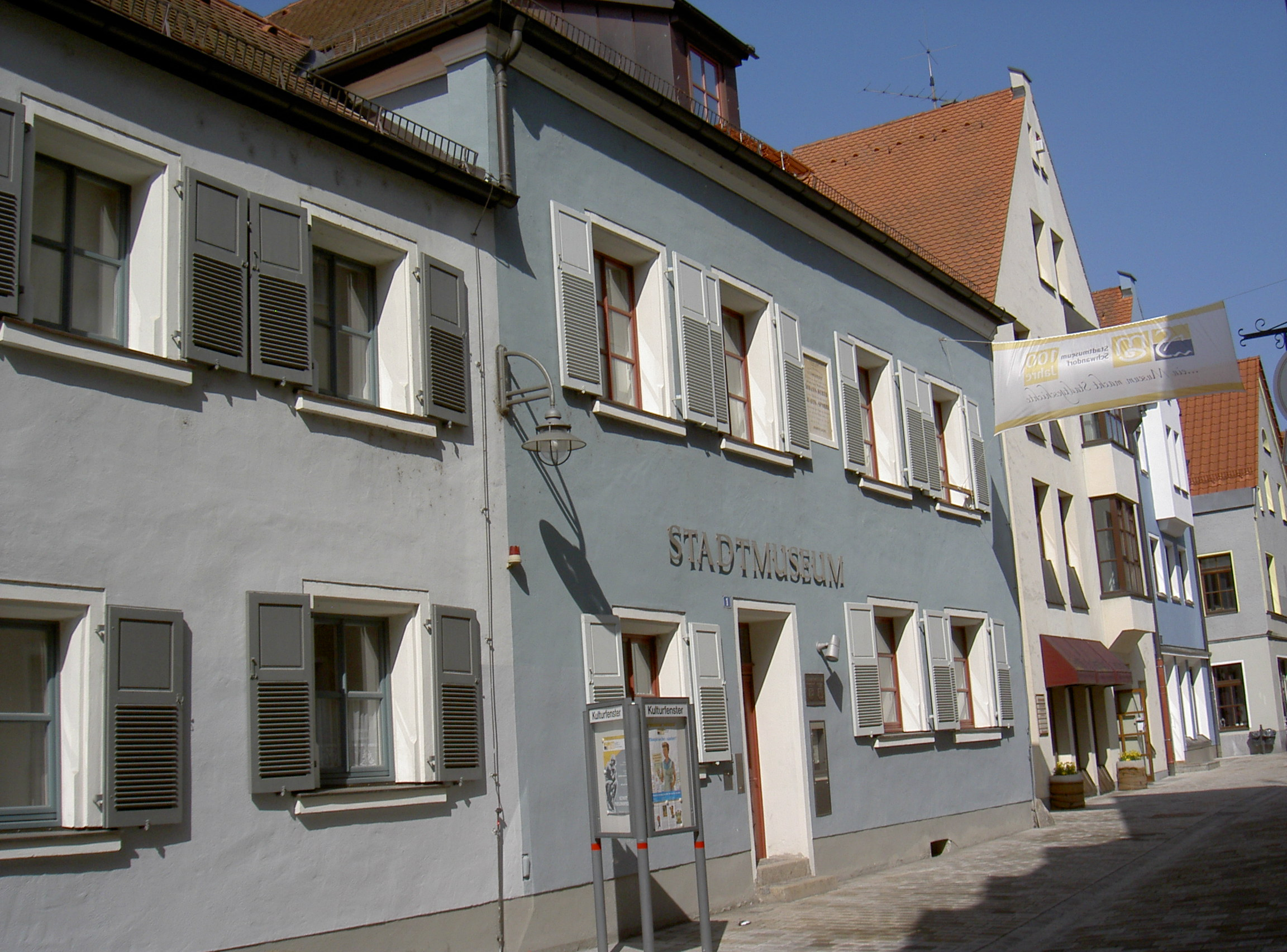
A város múzeumának épülete
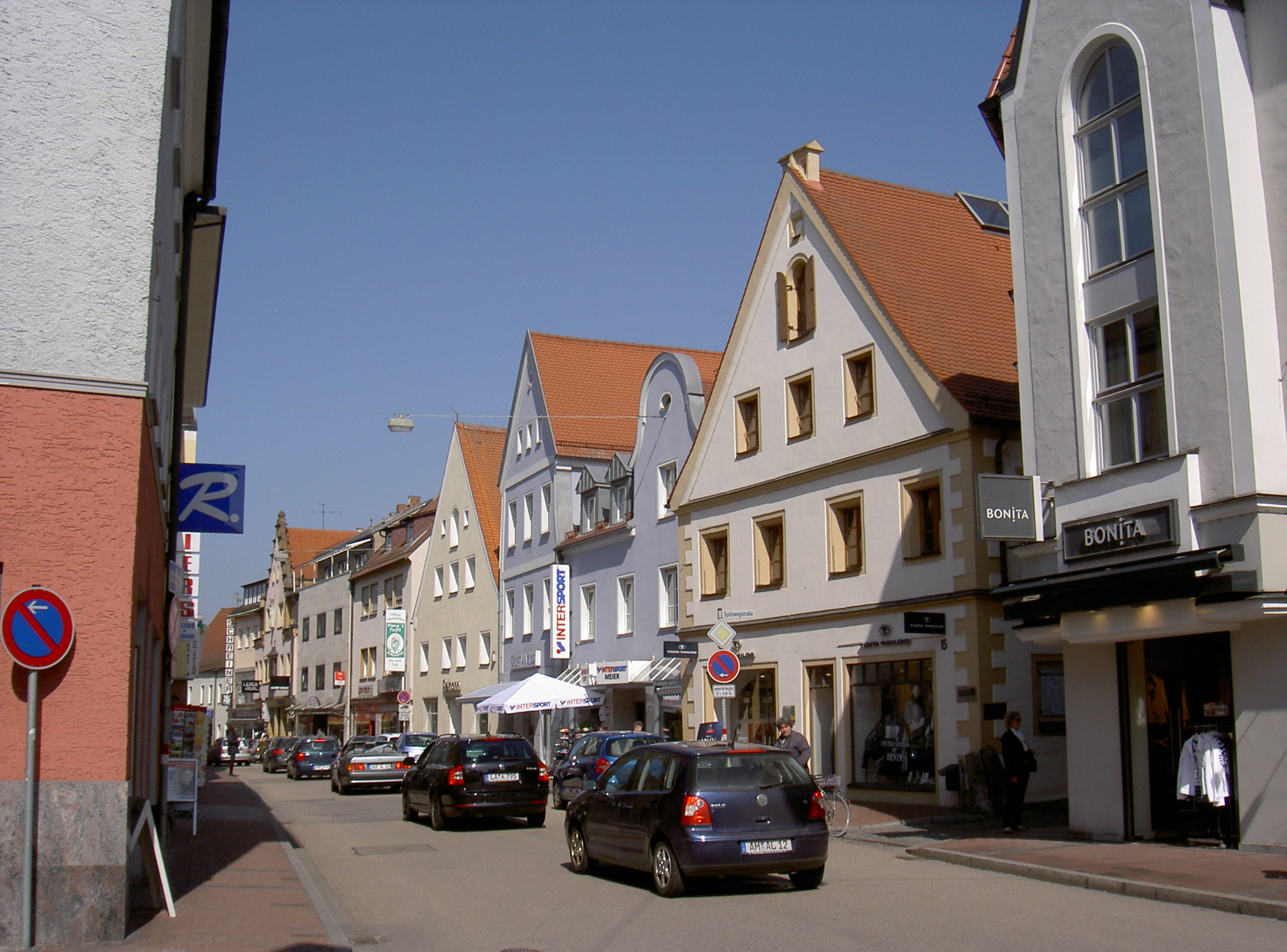
A város látképe
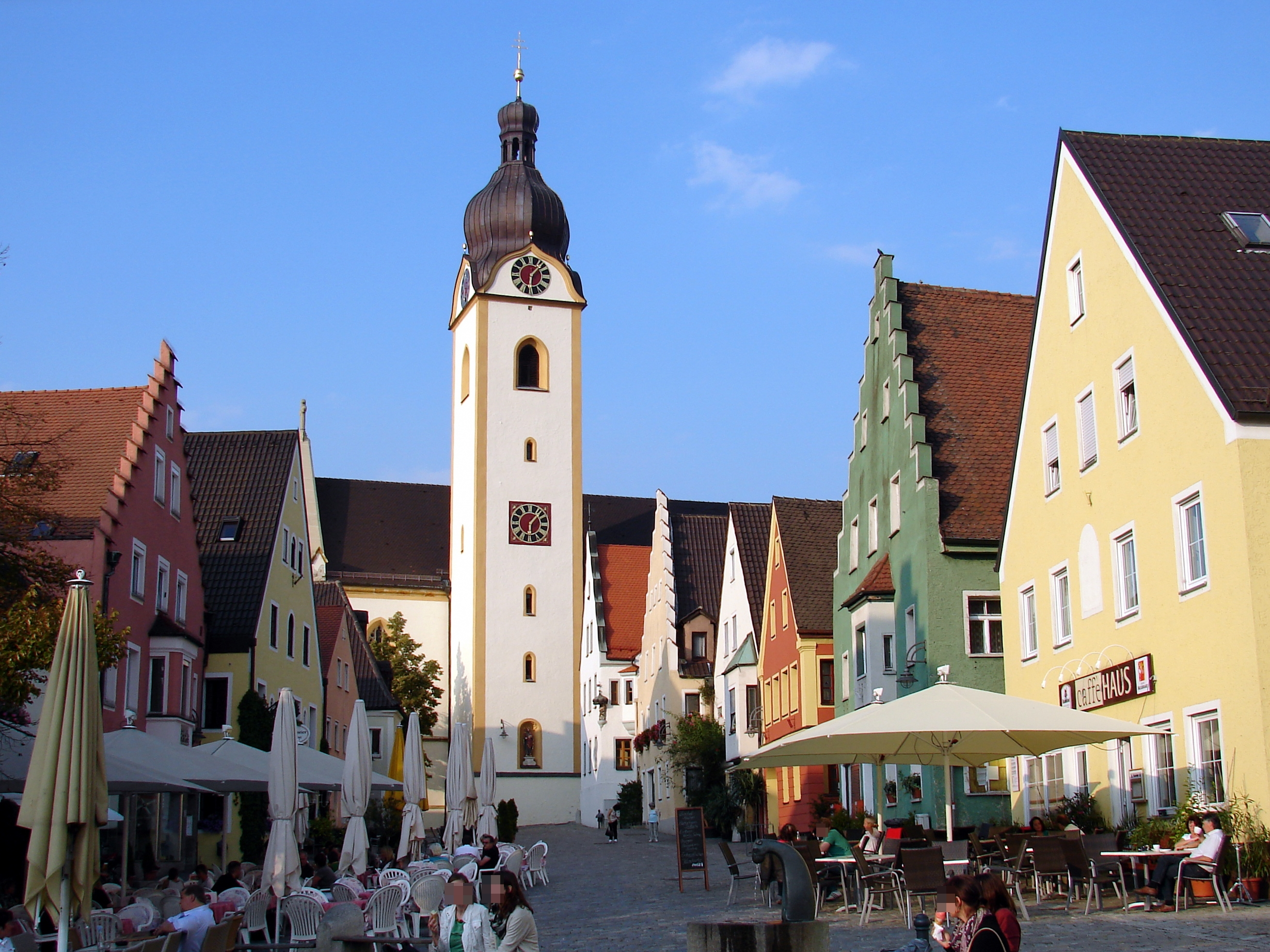
Markplatz
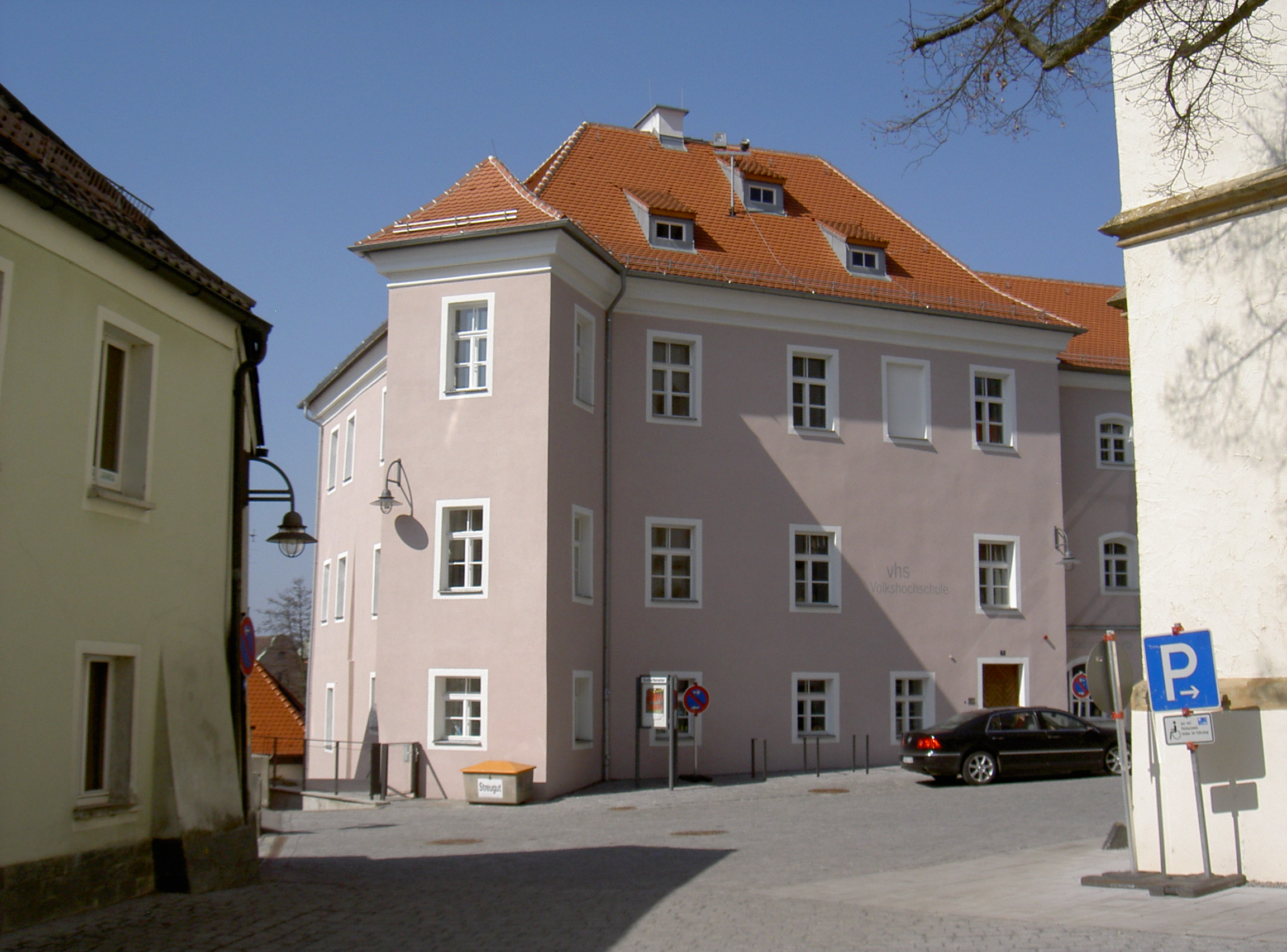
Kirchengasse
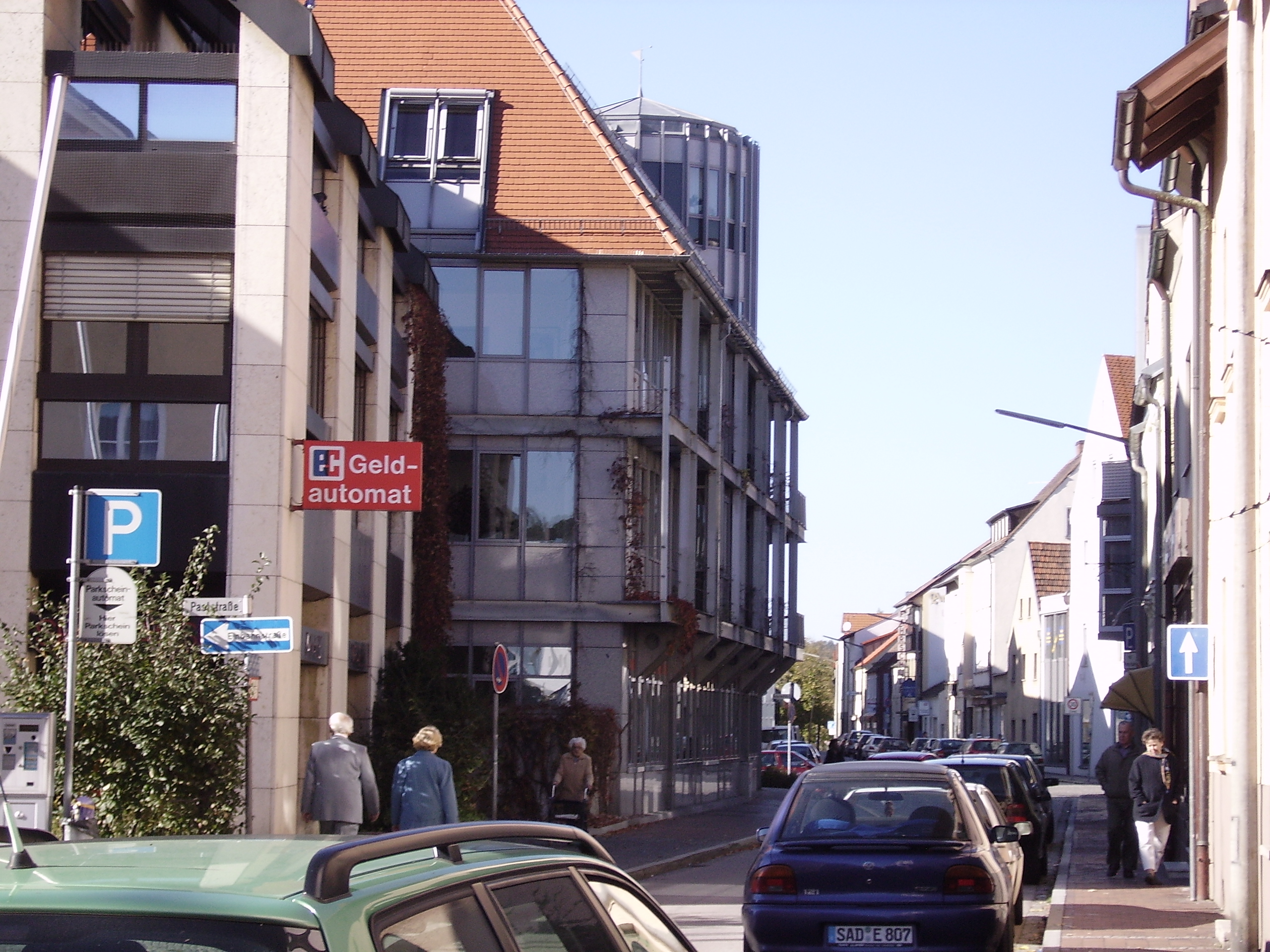
Városkép
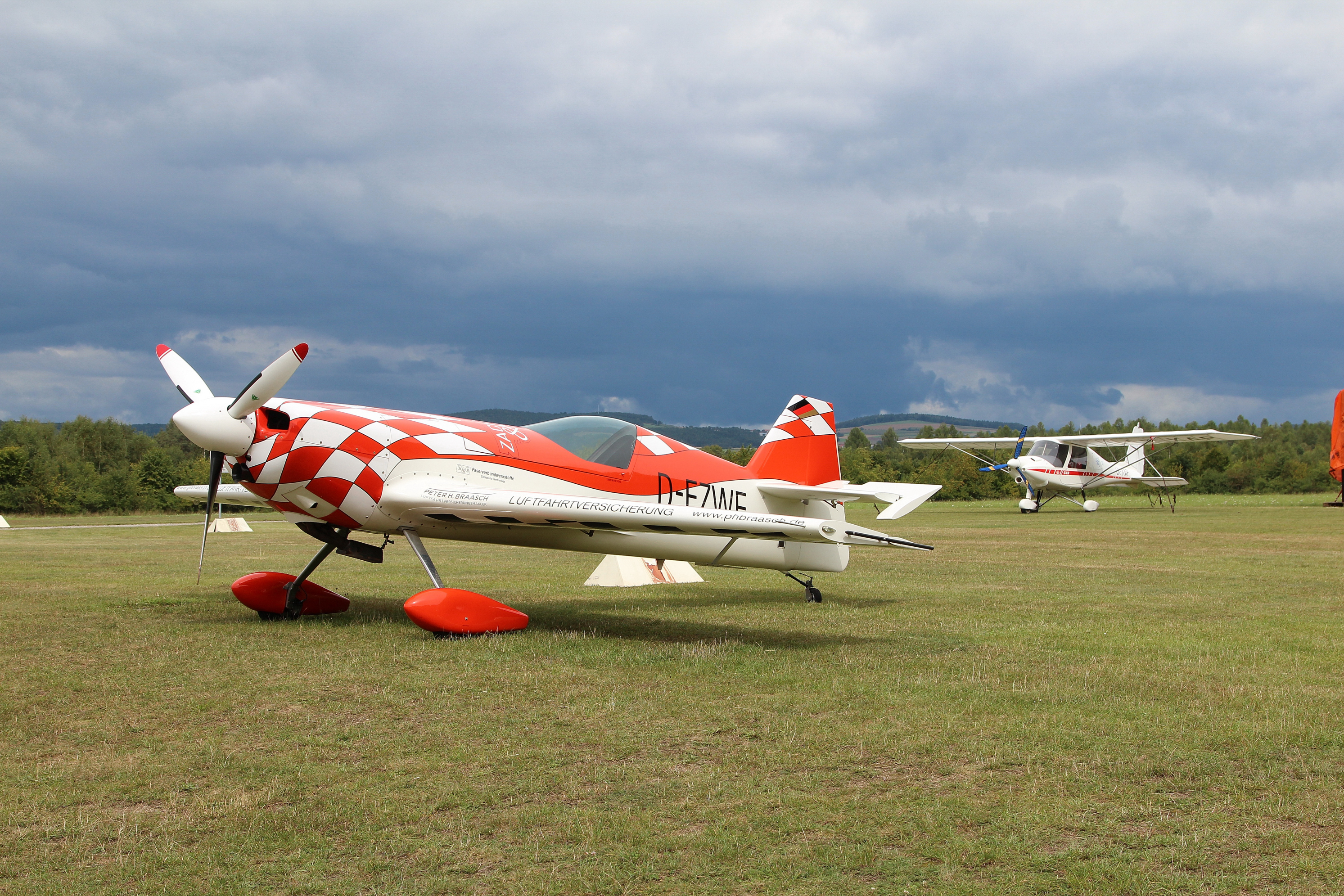
Sportepülőtér a város mellett

- Bajorország települései